# Oscar Randal-Williams
Oscar Randal-Williams é um matemático britânico, professor da Universidade de Cambridge, que trabalha com topologia.
Estudou matemática na Universidade de Oxford, onde obteve um doutorado em 2009, com a tese Stable moduli spaces of manifolds, orientado por Ulrike Tillmann. Trabalha desde 2012 na Universidade de Cambridge, desde 2017 como reader e desde 2020 como professor.
Em trabalho conjunto com Søren Galatius estudou espaços módulo de variedades, levando a uma sequência de artigos sobre os quais seu co-autor palestrou no Congresso Internacional de Matemáticos em Seul (2014).
Em 2017 recebeu um Prêmio Whitehead da London Mathematical Society e um Prêmio Philip Leverhulme, em 2018 recebeu um ERC Starting Grant, e em 2019 o Prêmio Dannie Heineman da Academia de Ciências de Göttingen e o Prêmio Oberwolfach. É um dos dois editores administrativos dos Proceedings of the London Mathematical Society, e um editor do Journal of Topology.

## Publicações selecionadas
- com Boris Botvinnik e Johannes Ebert: Infinite loop spaces and positive scalar curvature. Inventiones Mathematicae 209 (3) (2017), 749–835.
- com Søren Galatius: Stable moduli spaces of high-dimensional manifolds. Acta Mathematica 212 (2014), no. 2, 257–377.
- com Søren Galatius: Homological stability for moduli spaces of high dimensional manifolds, part I, Journal of the AMS 31 (2018), p. 215–264, Arxiv, part II, Annals of Mathematics 186 (2017), p. 127–204, Arxiv